# Viby, Danmark

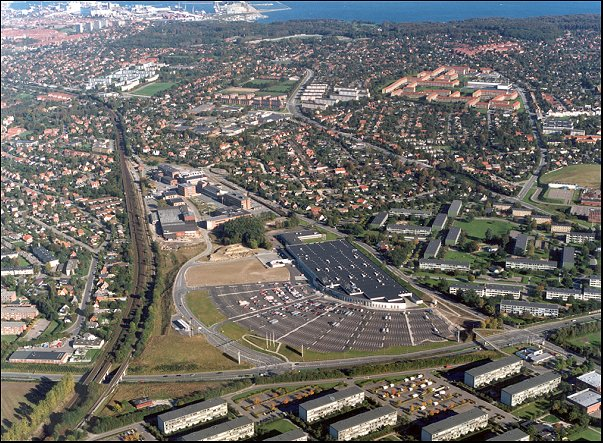
Vy över Viby

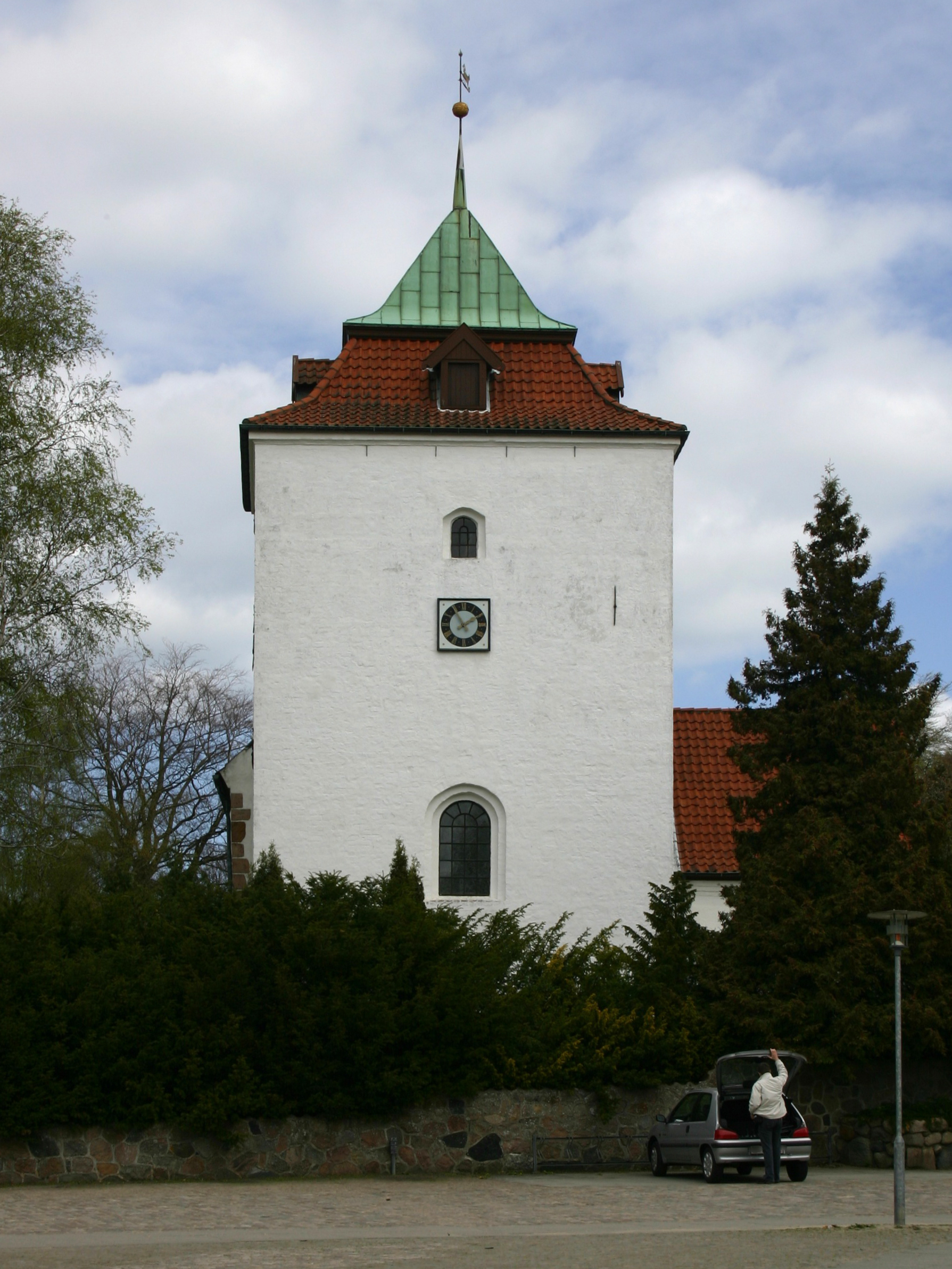
Vibys kyrka

Viby är en stadsdel i sydvästra Århus i Jylland i Danmark. Viby var tidigare en landsort men har vuxit samman med Århus. 
Stadsdelen har 31 333 invånare (1 jan 2017).
Vid Viby torg finns bland annat Viby kyrka och ett köpcentrum. Vid Sønderhøj i närheten av torget finns järnvägsstationen, där flera när- och regionaltåg stannar. 
Morgontidningen Jyllands-Posten har sitt huvudkontor i Viby.